# Billy Eames
William Alan „Billy“ Eames (* 20. September 1957 in Emsworth) ist ein ehemaliger englischer Fußballspieler, der für den FC Portsmouth und den FC Brentford in der 1970ern zu Einsätzen in der Football League kam.

## Karriere
Eames begann an der Emsworth Primary School mit dem Fußballspiel, brachte es in der Folge bis ins Blickfeld der englischen Schülernationalmannschaft und fiel den Verantwortlichen des FC Portsmouth als Auswahlspieler der Havant District Schools FA auf. Vom Jugendtrainer des FC Portsmouth, dem früheren Nationalspieler Ray Pointer, erhielt Eames bereits 1973 ein Angebot als Apprentice (dt. Auszubildender), in den Nachwuchsbereich des FC Portsmouth einzutreten. Da kurz zuvor allerdings das Alter der Schulpflicht im Vereinigten Königreich von 15 auf 16 Jahre hochgesetzt worden war, konnte sich Eames erst 1974 dem Klub anschließen. Unter Pointers Nachfolger Ray Crawford empfahl sich Eames, wie auch eine Reihe weiterer Nachwuchsspieler (darunter Phil Figgins, Peter Ellis, Steve Foster und Chris Kamara), in der Folge für Einsätze im Profiteam.
Trainer Ian St. John war dabei durch finanzielle Einschränkungen und einen immer kleineren Profikader dazu gezwungen, vermehrt junge Spieler einzubauen. So wirkte Eames unter anderem auch im Mai 1976 bei einem Freundschaftsspiel gegen den schottischen Serienmeister Celtic Glasgow mit, das vor knapp 10.000 Zuschauern zwar mit 1:6 verloren ging, aber dringend benötigten Einnahmen generierte, um die Gehälter für den anstehenden Saisonbeginn zahlen zu können.
Eames gelang bei seinem Pflichtspieldebüt im Profibereich, einem Ligapokalspiel im September 1975 gegen den Erstligisten Leicester City, wenige Minuten nach seiner Einwechslung der Treffer beim 1:1-Unentschieden. Auch bei seinem Debütspiel im FA Cup wenige Monate später gegen den Erstligaklub Birmingham City erzielte der Außenbahnspieler Portsmouths Treffer bei einem 1:1 im Fratton Park; im Wiederholungsspiel, in dem er ebenfalls mitwirkte, schaltete man den klassenhöheren Kontrahenten durch einen Treffer von Bobby McGuinness letztlich aus. In der Liga war Portsmouth in der Zweitligasaison 1975/76 derweil nicht konkurrenzfähig. Sein einziger Ligatreffer zum 1:0-Erfolg am 10. Januar 1976 gegen Carlisle United – durch eine nach eigenen Angaben verunglückte Flanke – war der erste Heimsieg von Portsmouth im 16. Heimspiel der Saison und das erste Heimtor nach 505 torlosen Minuten (ein vereinsinterner Negativrekord der erst im Dezember 2007 gebrochen wurde), wenig überraschend stieg die Mannschaft am Saisonende als abgeschlagener Tabellenletzter in die Third Division ab. Dort spielte er keine Rolle mehr und kam nur noch zu Saisonbeginn zu zwei Einsätzen in Pokalwettbewerben, bevor er den Klub am Ende der Saison nach 18 Pflichtspieleinsätzen (3 Tore) verließ. In der Folge hatte Eames ein viermonatiges Intermezzo im Non-League football beim FC Waterlooville in der Southern Football League.
Zu Beginn der Saison 1978/79 war Eames als Testspieler für zwei Monate beim Drittligisten FC Brentford aktiv, und obwohl er bei seinem Debüt einen Treffer zu einem 2:1-Erfolg gegen Lincoln City beisteuerte und dabei „überdurchschnittliches Talent“ zeigte, erhielt er von Trainer Bill Dodgin keinen Vertrag angeboten. Eames beendete daraufhin seine Profilaufbahn und war fortan nur noch im lokalen Fußball aktiv. Seinen Lebensunterhalt verdiente er als Sportlehrer an der Cams Hill School in Fareham.